# Cunegunda de Suàvia
Cunegunda de Hohenstaufen (Suàvia, 1200 - Praga, 13 de setembre de 1248) va ser una noble alemanya, reina consort de Bohèmia, la segona filla de Felip de Suàbia i de la seva esposa, Irene Angelina. Els seus avis paterns van ser Frederic I, emperador del Sacre Imperi Romanogermànic, i Beatriu I de Borgonya. Els seus avis materns van ser Isaac II Àngel, emperador romà d'Orient, i la seva primera esposa Herina.
Ella i les seves tres germanes es van quedar orfes el 1208; aquell any, el seu pare va ser assassinat, i pocs mesos després va morir la seva mare després del naixement de la seva cinquena filla.
Cunegunda es va traslladar a Praga, on vivia el seu promès Venceslau, príncep hereu de Bohèmia. Venceslau era el fill gran d'Ottokar I de Bohèmia i la seva segona esposa, Constança d'Hongria. El 1224, Cunegunda es va casar amb Venceslau i van ser coronats el 1228.
El 1230, Wenceslao va succeir al seu pare, amb Cunegunda com la seva reina consort. Tanmateix, la reina Cunegunda no va intervenir en la política, tot i que va ser fundadora de monestirs.
Van tenir cinc fills:
- Ladislav, marcgravi de Moravia (c. 1228-1247).
- Ottokar II de Bohèmia (c. 1230-1278).
- Beatriu de Bohèmia (c. 1231–27 de maig de 1290). Casada amb Otó III, marcgravi de Brandenburg.
- Inés de Bohèmia (†10 d'agost de 1268). Casada amb Enric III, marcgravi de Meissen.
- Una filla de nom desconegut, morta jove.[cal citació]